# 博爾蓋塞宫

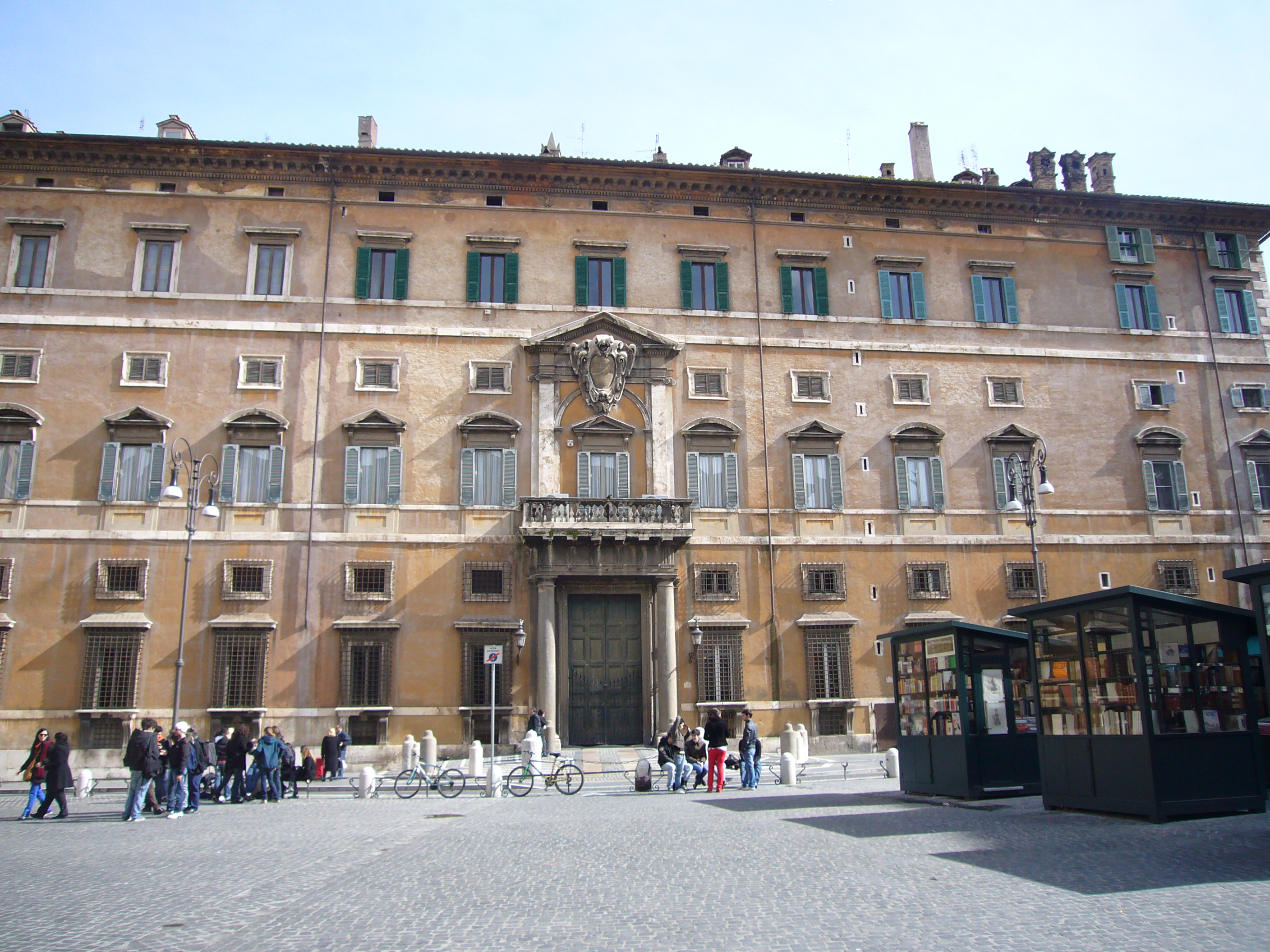
主立面

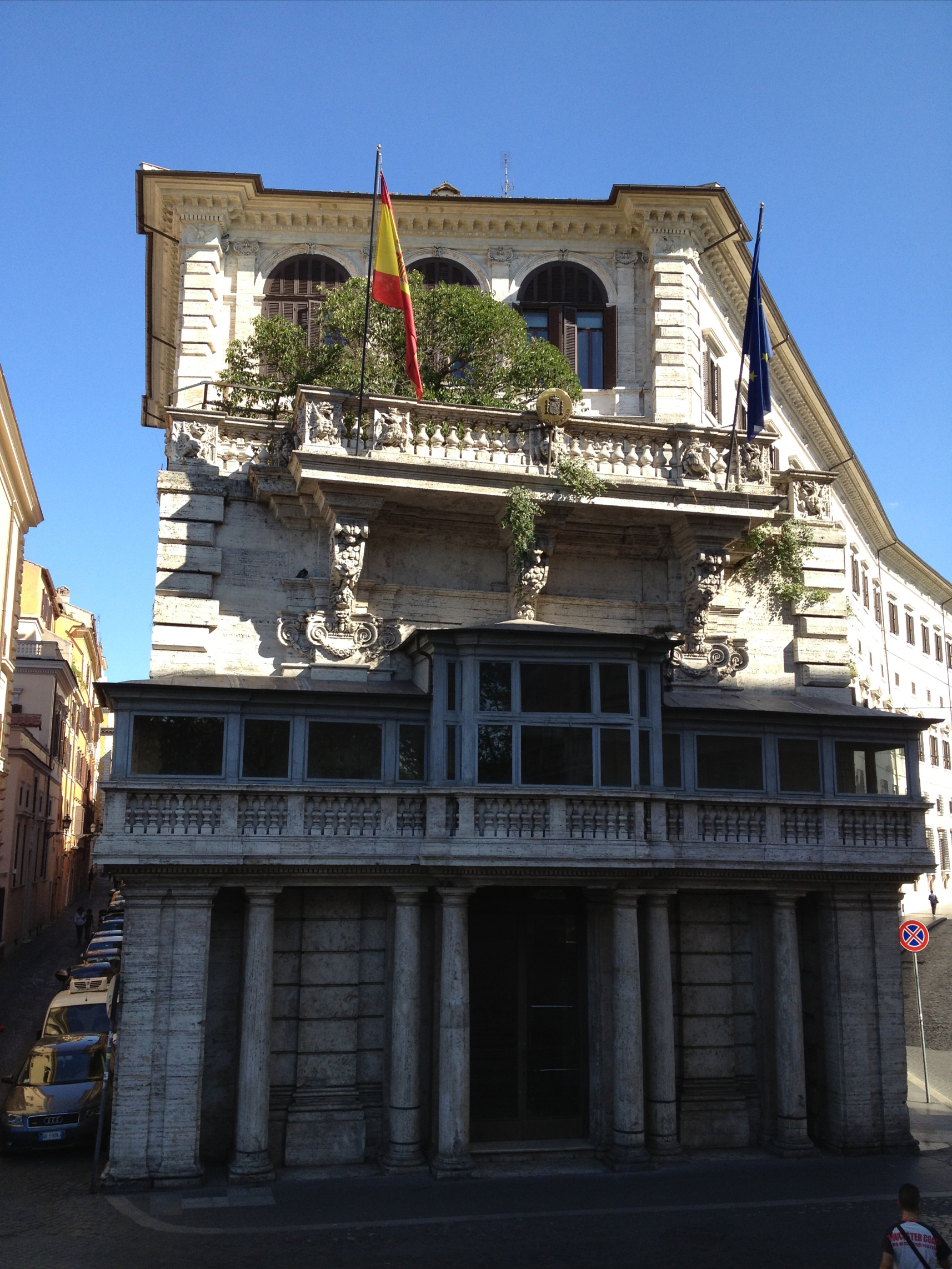
台伯河畔的后门，為西班牙駐義大利大使館館址

博爾蓋塞宫（Palazzo Borghese）是意大利罗马的一座历史建筑，博爾蓋塞家族的主要住所。梯形平面，绰号“大键琴”，其窄端面临台伯河，主立面临博爾蓋塞广场。
博爾蓋塞宫原有许多拉斐尔、提香等人的作品，1891年转移到博爾蓋塞美术馆和博爾蓋塞别墅。
1968影片《罗密欧与朱丽叶》的阳台场面就是在这里拍摄。